# Oberönz
Oberönz is een plaats en voormalige gemeente in het Zwitserse kanton Bern en maakt deel uit van het district Oberaargau.
- Gemeinsame Normdatei: 4533106-6
- Historisch woordenboek van Zwitserland: 000570
- Virtual International Authority File: 240084552
- WorldCat: E39PBJyxbVgjgHvpqdYqW3yKh3